# Аксёнов (Ростовская область)
Аксёнов — хутор в Цимлянском районе Ростовской области.
Входит в состав Новоцимлянского сельского поселения.

## География
Хутор находится на территории Цимлянского заказника.

## Население
| 2010 |
| ---- |
| 2    |

## Улицы
На хуторе имеется одна улица — Песчаная.